# Косых, Виктор Иванович
Ви́ктор Ива́нович Косы́х (имя при рождении — Ви́ктор Никола́евич Во́лков; 27 января 1950, Алапаевск, Свердловская область — 22 декабря 2011, Москва) — советский и российский актёр театра и кино.

## Биография
Виктор Николаевич Волков родился 27 января 1950 года в городе Алапаевск Свердловской области. Его мать, Нинель Дмитриевна (1926—2016), работала в школе учительницей физики. Когда мальчик лишился отца, его усыновил известный актёр Иван Косых. Впоследствии Виктор сменил фамилию и отчество, став Виктором Ивановичем Косых.
В кино с 13 лет, первая роль — пионер Костя Иночкин в фильме Элема Климова «Добро пожаловать, или Посторонним вход воспрещён» (1964), затем — главная роль в эпопее «Неуловимые мстители» — Данька.
Учился в Московском погранучилище, затем — на актёрском факультете ВГИКа (мастерская С. Ф. Бондарчука). Снялся примерно в 57 фильмах.
В юности был членом ВЛКСМ, с 2003 года — в партии «Яблоко».
Мастер спорта по самбо и конкуру.
В последние годы жизни актёр почти не снимался, работал в театре «Темп» при Союзе театральных деятелей.

### Личная жизнь
Первая жена — Татьяна Георгиевна. Познакомились во ВГИКе, где вместе учились. Прожили в браке 18 лет.    
- дочь Кристина, сын Максим.

Вторая жена — Елена.
- дочь Екатерина (2001 г.р.).

### Несчастные случаи
- 5 июля 1997 года автомобиль ВАЗ-2107, в котором находился В. И. Косых со своим малолетним сыном, врезался в летнее кафе. В результате этого пострадали три человека, один позже скончался в больнице. Актёр был оправдан.
- 23 ноября 2009 года серьёзно пострадал в результате ДТП в Москве и был госпитализирован в реанимацию 36-й городской больницы[5].
- 12 августа 2010 года Косых вновь стал участником ДТП в Москве — его сбила машина.
- В марте 2011 года с Виктором Косых вновь произошёл несчастный случай: поскользнувшись на улице, он упал, получил сильные ушибы и другие повреждения и был доставлен в городскую больницу.

### Смерть
22 декабря 2011 года в 12 часов дня на 62-м году жизни Виктор Косых скончался в своей московской квартире от сердечной недостаточности (кардиомиопатии). Урна с прахом актёра захоронена на Хованском кладбище, рядом с его отчимом, матерью и бабушкой.

## Фильмография
| Год  |   | Название                                         | Роль                               |
| ---- | - | ------------------------------------------------ | ---------------------------------- |
| 1964 | ф | Добро пожаловать, или Посторонним вход воспрещён | Костя Иночкин                      |
| 1964 | ф | Валера                                           | эпизод (нет в титрах)              |
| 1964 | ф | Отец солдата                                     | Вася                               |
| 1965 | ф | Мимо окон идут поезда                            | Саня Зенков                        |
| 1965 | ф | Звонят, откройте дверь                           | Генка                              |
| 1966 | ф | Неуловимые мстители                              | Данька Щусь                        |
| 1967 | ф | Возмездие                                        | Григорий                           |
| 1967 | ф | Начало неведомого века                           | парень в папахе из банды Ангела    |
| 1967 | ф | Про чудеса человеческие                          | Вася                               |
| 1968 | ф | Ташкент — город хлебный                          | жулик                              |
| 1968 | ф | Новые приключения неуловимых                     | Данька Щусь                        |
| 1971 | ф | Корона Российской империи, или Снова неуловимые  | Данька Щусь                        |
| 1973 | ф | С тобой и без тебя                               | Гришка                             |
| 1973 | ф | Юнга Северного флота                             | младший лейтенант береговой службы |
| 1974 | ф | Ещё можно успеть                                 | мотоциклист                        |
| 1975 | ф | Роса                                             | Колька Ханыга                      |
| 1976 | ф | По волчьему следу                                | матюхинец                          |
| 1977 | ф | Фронт за линией фронта                           | партизан Косых                     |
| 1978 | ф | Трактир на Пятницкой                             | Лёнечка                            |
| 1978 | ф | Оазис в огне                                     | Андрей                             |
| 1979 | ф | Пограничный пёс Алый                             | капитан Елисеев                    |
| 1980 | ф | Большая малая война                              | Фёдор Щусь                         |
| 1981 | ф | Фронт в тылу врага                               | сержант Косых                      |
| 1981 | ф | Сказка, рассказанная ночью                       | эпизод                             |
| 1982 | ф | Нам здесь жить                                   | Валера Дятлов                      |
| 1983 | ф | Тревожное воскресенье                            | Коля, портовый ремонтник           |
| 1983 | ф | У опасной черты                                  | подпольщик Дьяков                  |
| 1985 | ф | Утро обречённого прииска                         | Митька                             |
| 1985 | ф | Завещание                                        | солдат                             |
| 1987 | ф | Холодное лето пятьдесят третьего…                | бандит Шуруп                       |
| 1989 | ф | Беспредел                                        | заключённый                        |
| 1992 | ф | Исповедь содержанки                              | жокей Андрей Кожанов               |
| 1994 | ф | Маэстро вор                                      | Имя персонажа не указано           |
| 2004 | с | Диверсант                                        | водитель полуторки                 |
| 2005 | с | Звезда эпохи                                     | парторг театра                     |
| 2005 | ф | Сотворение любви                                 | человек в гимнастёрке              |
| 2008 | с | Почтальон                                        | «подсадная утка» Ржевский          |
| 2011 | ф | Найди меня                                       | сторож Пахомыч                     |

## Награды
- 1967 — приз Московского городского комитета ВЛКСМ «Алая гвоздика» на Всесоюзной неделе детского фильма (за роль в фильме «Звонят, откройте дверь»).